# Ellen Church
Ellen Church, née le 22 septembre 1904 à Cresco (Iowa) et morte le 22 août 1965 à Terre Haute (Indiana), est la première hôtesse de l'air de l'histoire de l'aviation.

## Biographie
Infirmière à Cresco dans l'Iowa aux États-Unis, elle était une jeune fille de bonne famille. 
Alors âgée de 25 ans, la jeune femme passionnée d’aviation décide de tenter ses chances dans ce domaine exclusivement masculin. À l’époque, elle fait partie des rares femmes à avoir obtenu un brevet de pilote et souhaite devenir commandant de bord. Cependant, les mœurs de l’époque empêchent malheureusement les femmes d’occuper de tels postes. 
Déterminée à travailler dans l’aviation, Ellen Church obtient un rendez-vous avec Steve Stimpson, membre haut placé de la Boeing Air Transport (BAT). Elle propose alors à ce dernier d’embaucher des infirmières afin de prendre soin des passagers, dans le but notamment d'aider les gens à gérer le stress – l’avion n’étant pas encore un moyen de transport très répandu – ou encore prodiguer des soins en cas de problème. Ce dernier décide alors de l’embaucher à l’essai pour une durée de 3 mois.
Elle embarqua le 15 mai 1930 sur le vol San Francisco - Chicago (cette ligne existe depuis 1927), de la compagnie Boeing Air Transport (BAT), future United Airlines. En uniforme d’infirmière, Ellen accueille les passagers, prend leurs tickets, s'occupe de leurs bagages et propose des boissons. Les clients sont alors ravis d’avoir une présence féminine sur le vol. 
L'essai fut concluant et au bout de 3 mois la compagnie aérienne BAT embauchera 20 nouvelles hôtesses, surnommées les « Skygirls ». Ces dernières devaient à l’époque avoir moins de 25 ans, peser 52 kg, mesurer moins d’1,58 m et être infirmières.
Cette idée sera ainsi reprise par les compagnies aériennes concurrentes, et en 1940, un millier d’hôtesses de l’air ont été recrutées. Le diplôme d’infirmière n’est toutefois plus un prérequis, les passagers étant maintenant habitués à l’avion.
L'idée d'engager des hôtesses de l’air vient donc des États-Unis, où la présence de femmes à bord de l'appareil est censée rassurer les passagers, le personnel de bord étant jusqu’alors exclusivement masculin (le premier agent de bord d'aéronefs commerciaux fut Heinrich Kubis en 1911. Depuis cette date, seuls des hommes opéraient à cette fonction).
Le métier d’hôtesse de l’air voit alors le jour, et la tenue d’infirmière est remplacée par des uniformes aux couleurs des compagnies aériennes.